# Росси, Фаусто
Фаусто Росси (итал. Fausto Rossi; 3 декабря 1990, Турин, Италия) — итальянский футболист, полузащитник клуба «Реджана».

## Клубная карьера
В возрасте 8 лет Росси начал заниматься в академии «Ювентуса». В 2008 году его включили в состав примаверы — молодёжной команды до 20 лет, с которой он дважды выиграл престижный турнир Виареджо. После завершения выступлений на молодёжном уровне Фаусто отправился в Серию В, где выступал сначала за «Виченцу», а затем за «Брешию» на правах аренды. Летом 2013 года хавбек был арендован испанским клубом «Реал Вальядолид». К началу сезона 2014/15 он был арендован испанским клубом «Кордова».

## Карьера в сборной
В 2006 году Фаусто Росси впервые был привлечён в юношескую сборную Италии. В её составе он провёл 2 матча. В 2008 и 2009 годах футболиста привлекали к играм за сборную до 20 лет, а в 2011 году Росси был включён в состав итальянской «молодёжки».